# الإدارة العسكرية الفرنسية في فزان
كان إقليم فزان غدامس العسكري إقليمًا في الجزء الجنوبي من مستعمرة ليبيا الإيطالية السابقة التي سيطر عليها الفرنسيون منذ عام 1947 وحتى الاستقلال الليبي في عام 1951. كانت المنطقة جزءًا من إدارة الحلفاء لليبيا.
احتلت القوات فرنسا الحرة من تشاد الفرنسية المنطقة التي كانت في السابق الإقليم العسكري الجنوبي الإيطالي في عام 1943، وقدمت عدة طلبات لضم فزان إلى الإمبراطورية الاستعمارية الفرنسية. بقي الموظفون الإداريون هم البيروقراطيون الإيطاليون السابقون.
انضمت فزان إلى طرابلس وإمارة برقة لتشكيل المملكة الليبية في 24 ديسمبر 1951. كانت المملكة أول دولة تحصل على الاستقلال من خلال الأمم المتحدة وواحدة من أوائل الممتلكات الأوروبية السابقة في أفريقيا التي حصلت على الاستقلال.